# 34 كيركي
كيركي (أو 34 كيركي وفق تسمية الكوكب الصغير) (بالإنجليزية: 34 Circe)‏ (يلفظ بالإنجليزية سيرسي) هو كويكب ضمن حزام الكويكبات؛ وهو الكويكب الرابع والثلاثون من حيث ترتيب الاكتشاف.
اكتشف جان شاكورناك هذا الكويكب في السادس من أبريل سنة 1855؛ وأسماه كيركي، على اسم إحدى الآلهة وفق الأساطير الإغريقية.